# 清水彩香
清水彩香（日语：／ Shimizu Ayaka，1987年12月19日—）是日本的女性聲優，大阪府出身。身高158cm。AIR AGENCY所屬。AMUSEMENT MEDIA綜合學校大阪校畢業。

## 人物
興趣是麻將並擅長調雞尾酒。

## 演出作品
※粗體字為主要角色。

### 電視動畫
2008年
- 西洋骨董洋菓子店 ～Antique～（女性客、女僕）

2009年
- 第一神拳 New Challenger
- 我家3姊妹（訓練員）
- 輕聲密語（朱宮正樹）

2010年
- 只想告訴你（女子中學生C）
- 爆丸2大爆破（小孩）
- 王牌投手 振臂高揮〜夏季大會篇〜（花井遙）
- 帥氣可愛宣言！（美紀、女學生2）

2011年
- 惡魔奶爸（古市穗花、飛鳥涼子、女子C、配菜、女學生A）
- 爆丸3狩獵保衛者（羅賓）

2012年
- 惡魔奶爸（女學生C）
- 向銀河開球！！（女子選手）
- BTOOOM!（女學生們）

2013年
- 白熊咖啡廳（女子）

2015年
- 少年好萊塢 -HOLLY STAGE FOR 50-（歌迷）
- 奏響吧！上低音號（管樂團成員）
- 魔物娘的同居日常（黑皮膚的女性）
- 噬神者（看護師）
- 偶像學園（西園寺椿）

2016年
- 無彩限的幻影世界（學生、女孩子）
- 迷家（舞舞[3]、小真愛母）
- 至高指令（女子播報員、小松志帆、井上看護師、記者B）
- 高校艦隊（若狹麗緒[4]）
- Scared Rider Xechs（麻黃晶）
- 奏響吧！上低音號2（管樂團成員）

2017年
- 政宗君的復仇（小岩井成乃、小矮人）
- 阿童木起源（大石琳達）
- 18if（エゴエス、新聞主播、佳世的母親、愛莉的奶奶、美禮的母親、朝倉芽衣、索諾的母親、小孩們）
- 獨占我的英雄（松澤、佐佐錦、小學生健介）
- 咕嚕咕嚕魔法陣（妖精B）
- 十二大戰（B國高官、夥伴的門下生）
- 側車搭檔（川真田佳苗）

2018年
- 刀使之巫女（米村孝子）
- POP TEAM EPIC（女招待B）
- 童話魔法使（美沙）
- 齊木楠雄的災難 第2期（女學生B）
- 妖怪旅館營業中（竹、菊乃、管子猫A、旅館接待員無臉女B）
- 魔法少女網站（川野愛、女學生A、廣播）
- 後街女孩（由美）
- 魔法禁書目錄III（工程師、女性飛行員）
- 我讓最想被擁抱的男人給威脅了。（佐佐木里奈）
- 尤利西斯 貞德與鍊金騎士（娼婦B）

2019年
- 荒野的壽飛行隊（尤莉亞）
- 鬼滅之刃（隱）
- 為什麼老師會在這裡！？（女學生、立花的母親）
- 一拳超人2（廣播、豪任幸）
- 女高中生的虛度日常（1年1班的女學生）
- 籃球少年王（女子）
- 這個勇者明明超TUEEE卻過度謹慎（兔女郎）
- 戰×戀（早乙女三沙[5]）

2020年
- 偶像學園 on Parade！（西園寺椿）
- 異種族風俗娘評鑑指南（美乃絲貝兒）
- 花牌情緣3（女子選手）
- Lapis Re:Lights（教師、女傭）
- 噴嚏大魔王2020（年輕女性）
- 王之逆襲：意志的繼承者（街人）
- 前說！（藁豬野嵐、學生）
- 炎炎消防隊 貳之章（系統聲音）
- 在地下城尋求邂逅是否搞錯了什麼III（歌人鳥、海爾格）
- A3!（觀眾）
- 土下座跪求給看（大阪朱莉、喜屋武珠）
- 暮蟬悲鳴時業（房東）
- 無能力者娜娜（細川瞳）

2021年
- 2.43 清陰高中男子排球社（黑羽的母親）
- 堀與宮村（小學老師）
- 舞伎家的料理人（女學生、舞妓）
- 關於我轉生變成史萊姆這檔事 轉生史萊姆日記（塞卡）
- Vivy -Fluorite Eye's Song-（接待員女性AI）
- 86—不存在的戰區—（ヒアデス）
- 魔法水果籃 The Final（女傭）
- Fairy蘭丸（女性）
- 暮蟬悲鳴時卒（達文西的客人）
- EDENS ZERO 伊甸星原（蛋奇摩）
- 精靈幻想記（泰納西娜）
- 無職轉生～到了異世界就拿出真本事～（女性）
- 吸血鬼馬上死（繪里、大嬸、御宅族朋友C）
- 世界頂尖的暗殺者轉生為異世界貴族（柯萊德侯爵）
- BUILD DIVIDE -#000000-（置有深雪）
- 陰陽眼見子（鬼怪）
- 白金終局（一的母親）
- 藍色時期（橋田的姊姊）

2022年
- ORIENT 東方少年（町人、為五郎、兄、武藏的親戚、小孩、美島）
- 秘密內幕～女警的反擊～（優太的母親）
- 戀上換裝娃娃（花岡老師、客人）
- Futsal Boys!!!!!（久保田）
- BUILD DIVIDE -#FFFFFF-（置有深雪）
- Healer Girl 歌癒少女（醫院的人們）
- 3秒後，野獸。～坐在聯誼會角落的他是個肉食系（女A、先輩、悠人的母親）
- 奇米萌 CHIMIMO（家政婦）
- 盛開的阿斯諾特莉亞 吸！（エンキリディオン）
- 我家師傅沒有尾巴（小狸貓B、藝者1）
- 我想成為影之強者！（學生）
- 戀愛Flops（AI店員）
- BLEACH 千年血戰篇（美女）

2023年
- 間諜教室
- JoJo的奇妙冒險 石之海（行人B）
- 轉生貴族的異世界冒險錄～不知自重的眾神使徒～（女僕A、街上的阿姨②）
- 我內心的糟糕念頭（客人C）
- 其實，我是最強的？（芙蕾[6]）
- 成為悲劇元凶的最強異端，最後頭目女王為了人民犧牲奉獻（瑪莉）
- Paradox Live THE ANIMATION（女性客、Allen的母親）
- 狩龍人拉格納（女性、高級俱樂部的女性、街上的人）
- 盾之勇者成名錄 Season3（艾蕾娜）
- 神劍闖江湖－明治劍客浪漫譚－（患者）
- 烈焰先鋒 救國的橘衣消防員（女性A）

2024年
- 蠟筆小新（派對客人D）
- 因為不是真正的夥伴而被逐出勇者隊伍，流落到邊境展開慢活人生2nd（傑姆巨人母親）
- 輪迴第7次的惡役令孃，在前敵國享受自由自在的新娘生活（蒂亞娜）
- 婚戒物語（涅芙麗緹絲的母親）
- 月刊妄想科學（莉莉）
- 星際莊的戀愛日記（女子）
- 偶像大師 閃耀色彩（記者）
- 鬼滅之刃 柱訓練篇
- 我回來了、歡迎回家（和彥的母親）
- 魔法科高中的劣等生 第3期（津久葉家當主）
- 【我推的孩子】 第2期（化妝師）
- 杖與劍的魔劍譚（薩莉莎·阿費爾德）
- 平凡職業造就世界最強 season 3（疾影的拉娜茵菲麗娜）
- 去參加聯誼，卻發現完全沒有女生在場
- 唯願來世不相識（女客人）
- 一兆＄遊戲（蜜園FLOWER員工）

2025年
- 灰色：幻影扳機（記者）
- 搖滾樂是淑女的嗜好（佐久間〈長笛〉）
- 凸變英雄X（男孩子）
- 戀上換裝娃娃 Season 2（花岡多繪）

### OVA
2014年
- 小鎮有你（風夏）

2015年
- 至高指令（井上看護師）※單行本第8卷附原創動畫BD限定版

2017年
- 高校艦隊（若狹麗緒）

### 劇場動畫
2022年
- 怪盜皇后喜歡馬戲團（伊藤真里）

2025年
- 怪盜皇后的優雅假期（伊藤真里、廣播[7]）

### 網路動畫
2019年
- SD高達世界：三國創傑傳（大乔月亮女神高达）

### 遊戲
2008年
- 紅線 DS
- 英靈殿騎士2（琵庫希·麗子）

2009年
- 劍與魔法與學園。2G（帕斯塔）

2011年
- 光輝同盟（菲比、吉賽兒）
- 科學超電磁砲（制裁指導、女服務生）

2013年
- 大正鬼譚（桂木桃華[8]）

2014年
- 大正鬼譚〜和歌櫻花〜（桂木桃華[9]）
- 東京七姐妹（臼田堇[10]）

2015年
- Diss World（魔女露卡[11]）

2016年
- 蒼穹Sky Galleon（阿娜希塔[12]）
- 超時空要塞Δ：緊急起飛（凱厄斯通信員）[13]

2023年
- 怪物彈珠（哈梅爾之笛[14]、變若水[15]）

### 外語配音
2011年
- 鐵證懸案7（邦妮）

### 音樂CD
| 發售日  | 專輯名稱                  | 演唱名義 | 歌曲名稱                                                             | 商業搭配               |
| 2015年  | 2015年                    | 2015年 | 2015年                                                               | 2015年                 |
| ------- | ------------------------- | --- | -------------------------------------------------------------------- | ---------------------- |
| 4月23日 | t7s Re:Longing for summer | SiSH〔臼田堇（清水彩香）、神城翠（道井悠）、久遠寺靜香（今井麻夏）〕 | 「AOZORA TRAIN」                                                     | 手機遊戲《東京七姐妹》 |
| 5月20日 | H-A-J-I-M-A-L-B-U-M-!!    | 777☆SISTERS〔春日部春（篠田南）、天堂寺結（高田憂希）、角森蘿娜（加隈亞衣）、野原姬（中島唯）、芹澤桃香（井澤詩織）、臼田堇（清水彩香）、神城翠（道井悠）、久遠寺靜香（今井麻夏）、亞歷山大·蘇斯（大西沙織）、晴海鰆（中村櫻）、晴海鰍（高井舞香）、晴海真珠（桑原由氣）〕 | 「H-A-J-I-M-A-R-I-U-T-A-!!」 「Cocoro Magical」 「KILL☆ER☆TUNE☆R」〕 | 手機遊戲《東京七姐妹》 |
| 5月20日 | H-A-J-I-M-A-L-B-U-M-!!    | SiSH〔臼田堇（清水彩香）、神城翠（道井悠）、久遠寺靜香（今井麻夏）〕 | 「」                                                                 | 手機遊戲《東京七姐妹》 |
| 7月29日 | ／FUNBARE☆RUNNER          | 777☆SISTERS〔春日部春（篠田南）、天堂寺結（高田憂希）、角森蘿娜（加隈亞衣）、野原姬（中島唯）、芹澤桃香（井澤詩織）、臼田堇（清水彩香）、神城翠（道井悠）、久遠寺靜香（今井麻夏）、亞歷山大·蘇斯（大西沙織）、晴海鰆（中村櫻）、晴海鰍（高井舞香）、晴海真珠（桑原由氣）〕 | 「」 「FUNBARE☆RUNNER」                                              | 手機遊戲《東京七姐妹》 |
| 12月9日 | Snow in “I love you”／!!  | 777☆SISTERS〔春日部春（篠田南）、天堂寺結（高田憂希）、角森蘿娜（加隈亞衣）、野原姬（中島唯）、芹澤桃香（井澤詩織）、臼田堇（清水彩香）、神城翠（道井悠）、久遠寺靜香（今井麻夏）、亞歷山大·蘇斯（大西沙織）、晴海鰆（中村櫻）、晴海鰍（高井舞香）、晴海真珠（桑原由氣）〕 | 「Snow in “I love you”」                                             | 手機遊戲《東京七姐妹》 |

#### DVD、BD
- 東京七姐妹 t7s 1st Anniversary Live in Zepp Tokyo 15'→34' 〜H-A-J-I-M-A-L-I-V-E-!!〜

## 外部連結
- 事務所官方簡歷 （页面存档备份，存于）（日語）
- 官方BLOG「COLORFUL」 （页面存档备份，存于）（日語）
- 清水彩香的X（前Twitter）（日語）